# Mike Sekowsky
Compléments
Ligue de justice d'Amérique
Dr. Light
Shaggy Man
Adam Strange
Mike Sekowsky est un dessinateur américain de comics né le 19 novembre 1923 à Lansford (Pennsylvanie) et mort le 30 mars 1989 à Los Angeles.

## Biographie
Michael Sakoske plus connu sous son nom de plume Mike Sekowsky naît le 19 novembre 1923 à Lansford en Pennsylvanie. Ses parents sont tous deux Tchéquoslovaques et ont émigré aux États-Unis en 1922. Ils auront sept autres enfants après la naissance de Mike : George (né en 1926), Mary (née en 1927), Bernadine (née en 1930), Anna (née en 1932), Theodore (né en 1934), Veronica (né en 1936), et Edward (né en 1938). En 1927, la famille déménage à New York. En 1941, Mike Sekowsky quitte le lycée et commence sa carrière de dessinateur durant la Seconde Guerre mondiale chez Timely Comics le prédecesseur Marvel Comics. Son premier travail s'intitule Ziggy Pig et Silly Seal, un comics animalier humoristique. Là il dessine des épisodes de divers personnages dont Submariner ou Captain America qui paraissent dans les comics USA Comics, All Winner Comics, Marvel Mystery Comics, etc. Après la guerre il travaille en indépendant et on retrouve son nom dans des comics publiés par Marvel, DC Comics, Dell Comics, Gold Key Comics, Charlton Comics. Il ne se limite pas à un style et dessine aussi bien des comics de romance que des westerns, des super-héros ou de la science-fiction. En 1961 il crée la Ligue de justice d'Amérique avec le scénariste Gardner Fox. Il assiste aussi Frank Giacoia sur le comic strip Sherlock Holmes. En 1968 il est nommé responsable éditorial chez DC et est chargé des séries Metal Men et Wonder Woman. Il décide de transformer la super-héroïne qui devient une spécialiste des arts martiaux. Ce changement radical entraîne une importante controverse mais les ventes augmentent et ce choix risqué est confirmé. Mike Sekowsky, après le départ de Dennis O'Neil prend aussi en charge l'écriture de la série. Il quitte ensuite le titre pour s'occuper de Supergirl mais des divergences avec les responsables de DC lui font quitter la société. Sa santé se détériore : il souffre de diabète et d'alcoolisme. Aussi, après avoir travaillé quelque temps pour Marvel il abandonne les comics et par en Californie où il est engagé par des sociétés de production de dessins animés dont Hanna-Barbera. Il revient ensuite aux comics, d'abord pour dessiner des adaptations de dessins animés Hanna-Barbera puis quelques séries chez DC ou chez des indépendants comme Eclipse Comics. Il meurt le 30 mars 1989 à Los Angeles.

## Influence
Les dessins de Mike Sekowsky ont plusieurs fois inspirés Roy Lichtenstein. Ainsi, une case d'un de ses comics de romance ont inspiré le tableau It Is... With Me! peint en 1963 et le douzième numéro de la Ligue de Justice a inspiré deux tableaux : Mad Scientist peint en 1963 et Eccentric Mad Scientist de 1965.

## Publications
- All Winners Comics
- Adventure Comics : Supergirl
- Marvel Mystery Comics
- Showcase (comics) DC
- Green Lantern
- T.H.U.N.D.E.R. Agents
- Vigilante (comics)
- GI Combat
- Quality Comics
- U.S.A. Comics
- Dell Comics
- The Man from U.N.C.L.E
- Metal Men
- Mystery in Space
- Mystic Comics
- Romance comics
- The Brave and the Bold
- Amazing Adventures
- Strange Adventures
- Timely Comics
- Strange Tales (Mavels Comics)
- Wonder Woman
- Weird War Tales
- Ziggy Pig and Silly Seal
- Millie the Model

## Créations
- Adam Strange
- Despero (cocréateur Gardner Fox)
- B'wana Beast (cocréateur Bob Haney)
- Ligue de justice d'Amérique (cocréateur Gardner Fox)
- Syndicat du Crime
- Dr. Light (cocréateur Gardner Fox)
- Shaggy Man (cocréateur Gardner Fox)
- Doctor Destiny (Docteur Destinée) (cocréateur Gardner Fox)
- Johnny Quick
- Snapper Carr (cocréateur Gardner Fox)

## Récompenses
- 1964 : Prix Alley du meilleur roman pour « Crisis on Earths », dans Justice League of America n°21-22 (avec Gardner Fox)
- 1966 : Prix Alley du meilleur comic book géant pour T.H.U.N.D.E.R. Agents n°1 (avec divers auteurs)
- 1981 : Prix Inkpot, pour l'ensemble de sa carrière